# FC Twente in het seizoen 1978/79
Het seizoen 1978-1979 was het veertiende jaar in het bestaan van de Nederlandse voetbalclub FC Twente. De Tukkers kwamen uit in de Nederlandse Eredivisie en namen deel aan het toernooi om de KNVB beker. Door de vierde plaats in het seizoen 1977/78 was FC Twente tevens geplaatst voor de UEFA Cup.

## Selectie
Spitz Kohn was voor het zevende achtereenvolgende seizoen hoofdtrainer van FC Twente. Zijn assistent was Jan Morsing. Door financiële problemen kon Twente zich maar beperkt roeren op de transfermarkt. Van FC Amsterdam werd middenvelder Heini Otto aangetrokken en bij Go Ahead Eagles werd verdediger Bert Strijdveen weggehaald. Roel Smand en Hans Loovens maakten de overstap vanuit het amateurvoetbal en uit de eigen jeugd werd Manuel Sánchez Torres bij de eerste selectie gevoegd.
Michael van Braam (Emmen) en Ron van Oosterom en Paul Krabbe (beiden SC Heracles) verlieten FC Twente. Henk van Santen werd afgekeurd. Arnold Mühren leek Twente te verruilen voor Ajax, maar de clubs konden het niet eens worden over een transfersom. Half augustus kwam het wel tot een akkoord met Ipswich Town FC, waar Mühren een tweejarig contract tekende.
In de winterstop vertrokken Piet Wildschut (PSV) en Frans Thijssen (net als Mühren naar Ipswich Town). Twente versterkte de selectie met de Deen Søren Lindsted (Holbæk B&I) en Romeo Zondervan van FC Den Haag.

## Wedstrijdstatistieken

### Eredivisie 1978/79
| 1e speelronde | FC Twente                                                             | 1 - 1 (0 - 1)                       | PEC Zwolle                                                | Selectie FC Twente: |
| zo. 27 augustus 1978 Aanvangstijd: 14:30 uur Plaats: Enschede Stadion Het Diekman Toeschouwers: 11.000 Scheidsrechter: Jan Beck      | Ab Gritter 86'                                                        | 0 - 1 1 - 1                         | 33' Yuri Banhoffer                                        | BASISOPSTELLING: Van Gerven - Strijdveen, Drost , Van Ierssel, Wildschut - Thijssen, Van der Vall, Otto - Bos, Gritter, Thoresen WISSELS: 48' Overweg Strijdveen                                     |
| 2e speelronde | FC Utrecht                                                            | 1 - 1 (1 - 1)                       | FC Twente                                                 | Selectie FC Twente: |
| wo. 30 augustus 1978 Aanvangstijd: 20:00 Plaats: Utrecht Stadion Galgenwaard Toeschouwers: 6.000 Scheidsrechter: Charles Corver      | Bert Gozems 28'                                                       | 1 - 0 1 - 1                         | 44' Ab Gritter                                            | BASISOPSTELLING: Van Gerven - Strijdveen, Drost , Overweg, Wildschut - Thijssen, Van der Vall, Otto - Bos, Gritter, Thoresen WISSELS: 40' Van Ierssel Strijdveen                                     |
| 3e speelronde | MVV                                                                   | 0 - 0                               | FC Twente                                                 | Selectie FC Twente: |
| za. 2 september 1978 Aanvangstijd: 19:30 Plaats: Maastricht Geusselt Toeschouwers: 10.000 Scheidsrechter: Peter Gans                 |                                                                       |                                     |                                                           | BASISOPSTELLING: Pasveer - Van Ierssel, Drost , Overweg, Wildschut - Thijssen, Van der Vall, Otto - Bos, Gritter, Thoresen WISSELS: 89' Pahlplatz Thoresen                                           |
| 4e speelronde | FC Twente                                                             | 3 - 0 (0 - 0)                       | MVV                                                       | Selectie FC Twente: |
| wo. 6 september 1978 Aanvangstijd: 20:00 Plaats: Enschede Stadion Het Diekman Toeschouwers: 8.500 Scheidsrechter: Louis Beukman      | Frans Thijssen (p) 60' John Webb (ed) 71' Hallvar Thoresen            | 1 - 0 2 - 0 3 - 0                   |                                                           | BASISOPSTELLING: Pasveer - Van Ierssel, Drost , Overweg, Wildschut - Thijssen, Van der Vall, Otto - Bos, Gritter, Thoresen WISSELS: 67' Smand Bos                                                    |
| 5e speelronde | N.E.C.                                                                | 0 - 0                               | FC Twente                                                 | Selectie FC Twente: |
| za. 9 september 1978 Aanvangstijd: 20:00 Plaats: Nijmegen Goffertstadion Toeschouwers: 9.000 Scheidsrechter: Jan Keizer              |                                                                       |                                     |                                                           | BASISOPSTELLING: Pasveer - Van Ierssel, Drost , Overweg, Wildschut - Thijssen, Van der Vall, Otto - Smand, Gritter, Thoresen WISSELS: 78' Bos Smand                                                  |
| 6e speelronde | FC Twente                                                             | 2 - 1 (0 - 0)                       | Sparta                                                    | Selectie FC Twente: |
| zo. 17 september 1978 Aanvangstijd: 14:30 Plaats: Enschede Stadion Het Diekman Toeschouwers: 8.000 Scheidsrechter: Gerard Jonker     | Kick van der Vall 61' Niels Overweg 88'                               | 1 - 0 1 - 1 2 - 1                   | 68' Epi Drost (ed)                                        | BASISOPSTELLING: Pasveer - Van Ierssel, Drost , Overweg, Wildschut - Thijssen, Van der Vall, Otto - Bos, Gritter, Thoresen WISSELS: 51' Bruggink Otto 74' Sánchez Torres Bos                         |
| 7e speelronde | FC Den Haag                                                           | 0 - 0 (0 - 0)                       | FC Twente                                                 | Selectie FC Twente: |
| za. 23 september 1978 Aanvangstijd: 20:00 Plaats: Den Haag Zuiderpark Stadion Toeschouwers: 4.500 Scheidsrechter: Piet Bosman        |                                                                       |                                     |                                                           | BASISOPSTELLING: Pasveer - Van Ierssel, Drost , Overweg, Bruggink - Thijssen, Van der Vall, Wildschut - Sánchez Torres, Gritter, Thoresen WISSELS: 60' Pahlplatz Sánchez Torres 86' Bos Van der Vall |
| 8e speelronde | FC Twente                                                             | 4 - 2 (1 - 1)                       | AZ'67                                                     | Selectie FC Twente: |
| zo. 1 oktober 1978 Aanvangstijd: 14:30 Plaats: Enschede Stadion Het Diekman Toeschouwers: 11.500 Scheidsrechter: Gerard Geurds       | Kick van der Vall 18' Frans Thijssen 53' Ab Gritter 58' Ab Gritter 71 | 0 - 1 1 - 1 2 - 1 3 - 1 3 - 2 4 - 2 | 9' Loek Ursem 63' Loek Ursem                              | BASISOPSTELLING: Pasveer - Strijdveen, Drost , Overweg, Wildschut - Thijssen, Van der Vall, Pahlplatz - Bos, Gritter, Thoresen WISSELS: 64' Sánchez Torres Bos                                       |
| 9e speelronde | Haarlem                                                               | 2 - 2 (1 - 1)                       | FC Twente                                                 | Selectie FC Twente: |
| zo. 8 oktober 1978 Aanvangstijd: 14:30 Plaats: Haarlem Haarlemstadion Toeschouwers: 5.000 Scheidsrechter: Jan Beck                   | Joop Böckling 27' Rob de Kip 49'                                      | 1 - 0 1 - 1 2 - 1 2 - 2             | 42' Manuel Sánchez Torres 60' Ab Gritter                  | BASISOPSTELLING: Pasveer - Strijdveen, Drost , Overweg, Wildschut - Thijssen, Van der Vall, Pahlplatz - Sánchez Torres, Gritter, Thoresen                                                            |
| 10e speelronde | FC Twente                                                             | 1 - 2 (0 - 1)                       | Go Ahead Eagles                                           | Selectie FC Twente: |
| za. 21 oktober 1978 Aanvangstijd: 20:00 Plaats: Enschede Stadion Het Diekman Toeschouwers: 11.500 Scheidsrechter: Jan Keizer         | Piet Wildschut 88'                                                    | 0 - 1 0 - 2 1 - 2                   | 3' Jan Groeneweg 83' Jan Groeneweg                        | BASISOPSTELLING: Pasveer - Van Ierssel, Drost , Overweg, Wildschut - Thijssen, Van der Vall, Pahlplatz - Sánchez Torres, Gritter, Thoresen WISSELS: 46' Bruggink Van Ierssel 69' Smand Van der Vall  |
| 11e speelronde | PSV                                                                   | 1 - 0 (1 - 0)                       | FC Twente                                                 | Selectie FC Twente: |
| za. 28 oktober 1978 Aanvangstijd: 20:00 Plaats: Eindhoven Philips Stadion Toeschouwers: 25.000 Scheidsrechter: Bep Thomas            | Jan Poortvliet 30'                                                    | 1 - 0                               |                                                           | BASISOPSTELLING: Van Gerven - Bruggink, Drost , Overweg, Wildschut - Pahlplatz, Van der Vall, Gritter - Sánchez Torres, Smand, Thoresen WISSELS: 57' Bos Smand 69' Loovens Pahlplatz                 |
| 12e speelronde | FC Twente                                                             | 2 - 0 (1 - 0)                       | FC VVV                                                    | Selectie FC Twente: |
| zo. 5 november 1978 Aanvangstijd: 14:30 Plaats: Enschede Stadion Het Diekman Toeschouwers: 7.500 Scheidsrechter: Egbert Mulder       | Kick van der Vall (p) 34' Ab Gritter 72'                              | 1 - 0 2 - 0                         |                                                           | BASISOPSTELLING: Van Gerven - Bruggink, Drost , Overweg, Wildschut - Otto, Van der Vall, Pahlplatz - Sánchez Torres, Gritter, Thoresen WISSELS: 80' Loovens Overweg                                  |
| 13e speelronde | Vitesse                                                               | 3 - 2 (0 - 1)                       | FC Twente                                                 | Selectie FC Twente: |
| zo. 12 november 1978 Aanvangstijd: 14:30 Plaats: Arnhem Nieuw-Monnikenhuize Toeschouwers: 8.000 Scheidsrechter: Gerard Jonker        | Charly Bosveld 50' Herman Gerdsen 65' Boško Bursać 89'                | 0 - 1 1 - 1 2 - 1 3 - 1 3 - 2       | 6' Heini Otto 89' Frans Thijssen                          | BASISOPSTELLING: Van Gerven - Strijdveen, Drost , Overweg, Wildschut - Otto, Van der Vall, Pahlplatz - Sánchez Torres, Gritter, Thoresen WISSELS: 60' Thijssen Gritter                               |
| 14e speelronde | FC Twente                                                             | 0 - 0                               | Feyenoord                                                 | Selectie FC Twente: |
| zo. 26 november 1978 Aanvangstijd: 14:30 Plaats: Enschede Stadion Het Diekman Toeschouwers: 12.500 Scheidsrechter: Jan Beck          |                                                                       |                                     |                                                           | BASISOPSTELLING: Van Gerven - Strijdveen, Drost , Overweg, Wildschut - Otto, Van der Vall, Thijssen - Sánchez Torres, Thoresen, Bos WISSELS: 59' Gritter Sánchez Torres                              |
| 15e speelronde | Roda JC                                                               | 0 - 0                               | FC Twente                                                 | Selectie FC Twente: |
| zo. 3 december 1978 Aanvangstijd: 14:30 Plaats: Kerkrade Sportpark Kaalheide Toeschouwers: 15.000 Scheidsrechter: Jan Keizer         |                                                                       |                                     |                                                           | BASISOPSTELLING: Van Gerven - Strijdveen, Drost , Overweg, Wildschut - Otto, Van der Vall, Thijssen - Bos, Gritter, Thoresen WISSELS: 60' Thijssen Gritter                                           |
| 16e speelronde | FC Twente                                                             | 3 - 0 (1 - 0)                       | FC Volendam                                               | Selectie FC Twente: |
| zo. 10 december 1978 Aanvangstijd: 14:30 Plaats: Enschede Stadion Het Diekman Toeschouwers: 8.500 Scheidsrechter: Ignace van Swieten | Hallvar Thoresen 26' Heini Otto 47' Hallvar Thoresen 78'              | 1 - 0 2 - 0 3 - 0                   |                                                           | BASISOPSTELLING: Van Gerven - Strijdveen, Drost , Overweg, Wildschut - Otto, Van der Vall, Thijssen - Sánchez Torres, Thoresen, Bos WISSELS: 81' Gritter Thoresen                                    |
| 17e speelronde | FC Twente                                                             | 2 - 3 (1 - 0)                       | AFC Ajax                                                  | Selectie FC Twente: |
| zo. 17 december 1978 Aanvangstijd: 14:30 Plaats: Enschede Stadion Het Diekman Toeschouwers: 16.000 Scheidsrechter: Hennie Weerink    | Frans Thijssen 2' Kick van der Vall (p) 48'                           | 1 - 0 2 - 0 2 - 1 2 - 2 2 - 3       | 74' Heini Otto (ed) 87' Tscheu La Ling 90' Tscheu La Ling | BASISOPSTELLING: Van Gerven - Strijdveen, Drost , Overweg, Wildschut - Otto, Van der Vall, Thijssen - Bos, Thoresen, Pahlplatz WISSELS: 43' Gritter Thoresen                                         |
| |                                                                       |                                     |                                                           | |

### KNVB beker 1978/79
| 2e ronde | FC Twente                                                    | 4 - 1 (1 - 0)                 | SC Veendam                          | Selectie FC Twente: |
| wo. 25 oktober 1978 Aanvangstijd: ..:.. uur Plaats: Enschede Stadion Het Diekman Toeschouwers: 5.000 Scheidsrechter: Louis Beukman  | Jaap Bos 41' Ab Gritter 50' Niels Overweg 57' Ab Gritter 69' | 1 - 0 2 - 0 3 - 0 4 - 0 4 - 1 | 70' Roelf-Jan Tiktak                | BASISOPSTELLING: Van Gerven - Bruggink, Drost , Overweg, Wildschut - Thijssen, Van der Vall, Pahlplatz - Sánchez Torres, Gritter, Bos WISSELS: ..' Smand Thijssen                           |
| 3e ronde | FC Den Haag                                                  | 2 - 2 (1 - 2)                 | FC Twente                           | Selectie FC Twente: |
| zo. 19 november 1978 Aanvangstijd: 14:30 Plaats: Den Haag Zuiderpark Stadion Toeschouwers: 4.100 Scheidsrechter: Henk van Ettekoven | Roger Albertsen 26' Lex Schoenmaker 77'                      | 1 - 0 1 - 1 1 - 2 2 - 2       | 32' Hallvar Thoresen 33' Heini Otto | BASISOPSTELLING: Van Gerven - Wildschut, Drost , Overweg, Strijdveen - Thijssen, Van der Vall, Otto - Sánchez Torres, Thoresen, Pahlplatz WISSELS: ..' Bruggink Wildschut ..' Bos Pahlplatz |
| - FC Twente won na verlenging en strafschoppen (4-3) en bekerde door naar de volgende ronde.                                        |                                                              |                               |                                     | |
| |                                                              |                               |                                     | |

### UEFA Cup 1978/79
| 1e ronde | FC Twente                                  | 1 - 1 (0 - 1)                 | Manchester City FC               | Selectie FC Twente: |
| wo. 13 september 1978 Aanvangstijd: ..:.. uur Plaats: Enschede Stadion Het Diekman Toeschouwers: 12.000 Scheidsrechter: Franco Martinez | Hallvar Thoresen 52'                       | 0 - 1 1 - 1                   | 24' Dave Watson                  | BASISOPSTELLING: Pasveer - Van Ierssel, Drost , Overweg, Wildschut - Thijssen, Van der Vall, Otto - Bos, Gritter, Thoresen WISSELS: ..' Smand Bos         |
| 2e ronde | Manchester City FC                         | 3 - 2 (1 - 0)                 | FC Twente                        | Selectie FC Twente: |
| wo. 27 september 1978 Aanvangstijd: ..:.. Plaats: Manchester Maine Road Toeschouwers: 38.000 Scheidsrechter: Riccardo Lattanzi          | Gary Owen 8' Brian Kidd 69' Colin Bell 83' | 1 - 0 1 - 1 2 - 1 3 - 1 3 - 2 | 48' Niels Overweg 88' Ab Gritter | BASISOPSTELLING: Pasveer - Van Ierssel, Drost , Overweg, Wildschut - Thijssen, Van der Vall, Pahlplatz - Bos, Gritter, Thoresen WISSELS: 69' Bruggink Bos |
| |                                            |                               |                                  | |

Ajax ·
AZ '67 ·
Feyenoord ·
Go Ahead Eagles ·
FC Den Haag ·
Haarlem ·
MVV ·
NAC ·
N.E.C. ·
PEC Zwolle ·
PSV ·
Roda JC ·
Sparta ·
FC Twente '65 ·
FC Utrecht ·
Vitesse ·
FC Volendam ·
FC VVV